# Artur Adolfo Sarmento
Artur Adolfo Sarmento ( 1851-1916 ), cantor barítono e intérprete de concertina.

## Biografia
Na segunda metade do século XIX, Artur Adolfo Sarmento inseria-se na "classe" descrita no livro "100 Anos do Teatro Municipal Baltazar Dias" como pessoas com nível intelectual francamente interessante, pessoas que cultivaram a literatura em língua francesa, o teatro e o canto. Artur era uma personalidade com muito destaque na cultura madeirense daquele período e era irmão
José Sarmento, músico que conviveu com o famoso pianista e compositor Franz Liszt. Artur possuía o que chamam de voz de barítono, que desenvolveu em aulas de canto as quais recebeu do aristocrata russo e musicógrafo Platão de Waxel, no período em que o mesmo residiu na Madeira.
O canto era a sua atividade favoríta e atuou como cantor sacro em várias festividades religiosas da época. Mas, a sua atividade como cantor, não se restringiu ao meio religioso. Artur atuou também em duo, trio e quarteto, com vários artistas nacionais e estrangeiros, nos principais concertos de música não religiosa realizados no Funchal. O músico dominou a interpretação de vários instrumentos um dos quais era a concertina que inclusive foi o instrumento que o levou a interpretar na Orquestra Característica Madeirense grupo musical que era regido por Agostinho Martins Jr. No teatro, Artur Sarmento participou em várias récitas de beneficência, no Teatro Esperança. Numa destas peças de teatro para a caridade (a comédia francesa “La Niece”), o músico descreveu o seu desempenho e a reação do público funchalense da seguinte maneira: “acho que estive perfeitamente, pois tive a precaução de observar bem onde estava e não olhar para Octaviano Soares e João Paulo dos Santos para não me perder. Nem todo o público entenderia suficientemente a língua francesa, mas riu e aplaudiu com entusiasmo”.